# カザノワシ
カザノワシ（風野鷲、学名：Ictinaetus malayensis）はタカ科に属する猛禽類の一種である。この種のみでカザノワシ属を構成する。熱帯アジアの丘陵地域の森林の上を飛行し、哺乳類や鳥類を狩る。巣の周りをよく飛び回っている。低速飛行、暗色の羽毛と対照的な黄色い蝋膜（ろうまく; 上嘴の基部を覆う膜）や黄色い足が特徴。また広がった長い風切羽による特徴的なシルエットから、他のワシ類と識別することができる。
［命名の由来〕　鳥類学者　風野鐵吉（明治15年〈1882〉～昭和20〈1945〉）　　　　　　風野鐵吉は下野黒羽藩（現大田原市）の旧藩士（家老）風野六之丞明清の三男として　　　　生まれた。　長兄は陸軍主計少佐風野光四郎、次兄は産婦人科病院長（関西医科大学教授）　風野信介。
明治42年（1909）に台湾に渡り、台南州立教育博物館長として鳥類研究に専念し、日本鳥学会誌に山階芳麿、黒田長禮とともに度々寄稿している。

## 分布
カザノワシは熱帯アジアに生息する。亜種perniger (Hodgson, 1836)(Indian Black Eagle)はヒマラヤ山脈西側ふもとに見られ、ネパールからインド北部やパキスタンのMurree北東部までに分布、加えて東西ガーツ山脈の森林地帯とスリランカにも分布する。さらに、この亜種の生息地はインド北西部ラージャスターン州のアラバリ山地にも及んでいる。。亜種malayensis (Temminck, 1822) は中国南部（雲南省、福建省）や台湾、ビルマからマレー半島にかけて見られる。通常は棲み家を定め、渡りは観察されない。
南インドで行われた研究において、カザノワシは密度の高い森林を好み、被覆率50%以下のまばらな森林には生息しないということが分かった。

## 形態

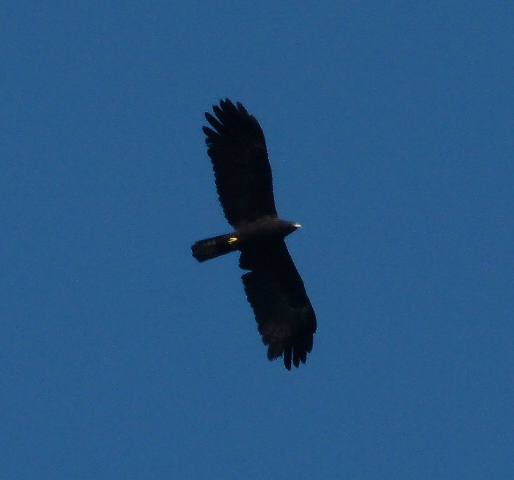
飛行するカザノワシのシルエット。翼がその基部で幅狭くなっているのがわかる。

カザノワシは体長 70–80 cmの大型の猛禽である。成鳥は全身黒い羽毛に覆われ、黄色い蝋膜と足をもち、翼は長く、最も胴体に近い初列風切のあたりから翼の付け根にかけて窄まっている、といった外形の特徴をもつ。木などに止まったときは、折りたたまれた翼の先端は尾羽の先端と同じ高さに、又は尾羽の先端より下にくる。飛んでいる最中、翼は水平面より上方に向かって広げられている。つまり前後から見ると浅いV字型となる体勢が保持されている。温かい昼下がりになると、狩りのために林冠にある獲物の巣を探しまわる。その姿は、真っ黒い大きな身体、特徴的なゆっくりした飛行により、容易に判別できる
雄雌の外見はよく似ている。幼鳥は頭と身体下側、翼内側の大雨覆がもみ革色をしている。その他、カザノワシと他の猛禽を見分ける特徴としては、ふ蹠（-せき; 踵から足指までの部分）が羽毛で覆われていること、指先は比較的がっちりしていて、ツメは長いがあまり強く湾曲していないことが挙げられる。

## 生態
カザノワシは最小の動作で長時間、高度を維持し飛行することが可能。そのため、ダージリン地方のレプチャ人達はこの猛禽類のことを「止まることの無い鳥(a bird that never sat down)」と表現する。
カザノワシは哺乳類、鳥類とその卵を捕食する。例えばインドオオリス（Ratufa indica）を捕食することが知られている。子供のボンネットモンキー（Macaca radiata）を獲物にすることもある。前述のようにカザノワシは林冠の上をゆっくり飛び回り、獲物となる生き物の巣を多数襲う。リスやマカク、その他多くの鳥類は、森の上をカザノワシのような猛禽類が飛ぶのを発見すると、警戒声を発する。カザノワシの大きく開く曲がった爪は、獲物となる鳥の巣から卵を掴み取ることを可能にしている。カザノワシは、捕食するひな鳥を巣ごと持ち上げて、食事ができる場所まで運び去るという特異な狩りを行う習性がある。同様な狩りの習性を持つ猛禽類にツバメトビ（Elanoides forficatus）がいる。
背の高い木の上に3～4フィートほどの幅の巣を作る。1～4月になるとそこに茶色や薄紫色の斑点のある白い卵を1～2個生む。 巣は何年も再使用されることがある。